# Lech (Vorarlberg)
Lech is een gemeente in de West-Oostenrijkse deelstaat Vorarlberg, gelegen in het district Bludenz (BZ).
Lech heeft in Nederland vooral bekendheid gekregen omdat de Nederlandse koninklijke familie er jaarlijks in de voorjaarsvakantie op skivakantie gaat. Lech is echter al sinds de jaren 30 een prominente wintersportplaats.

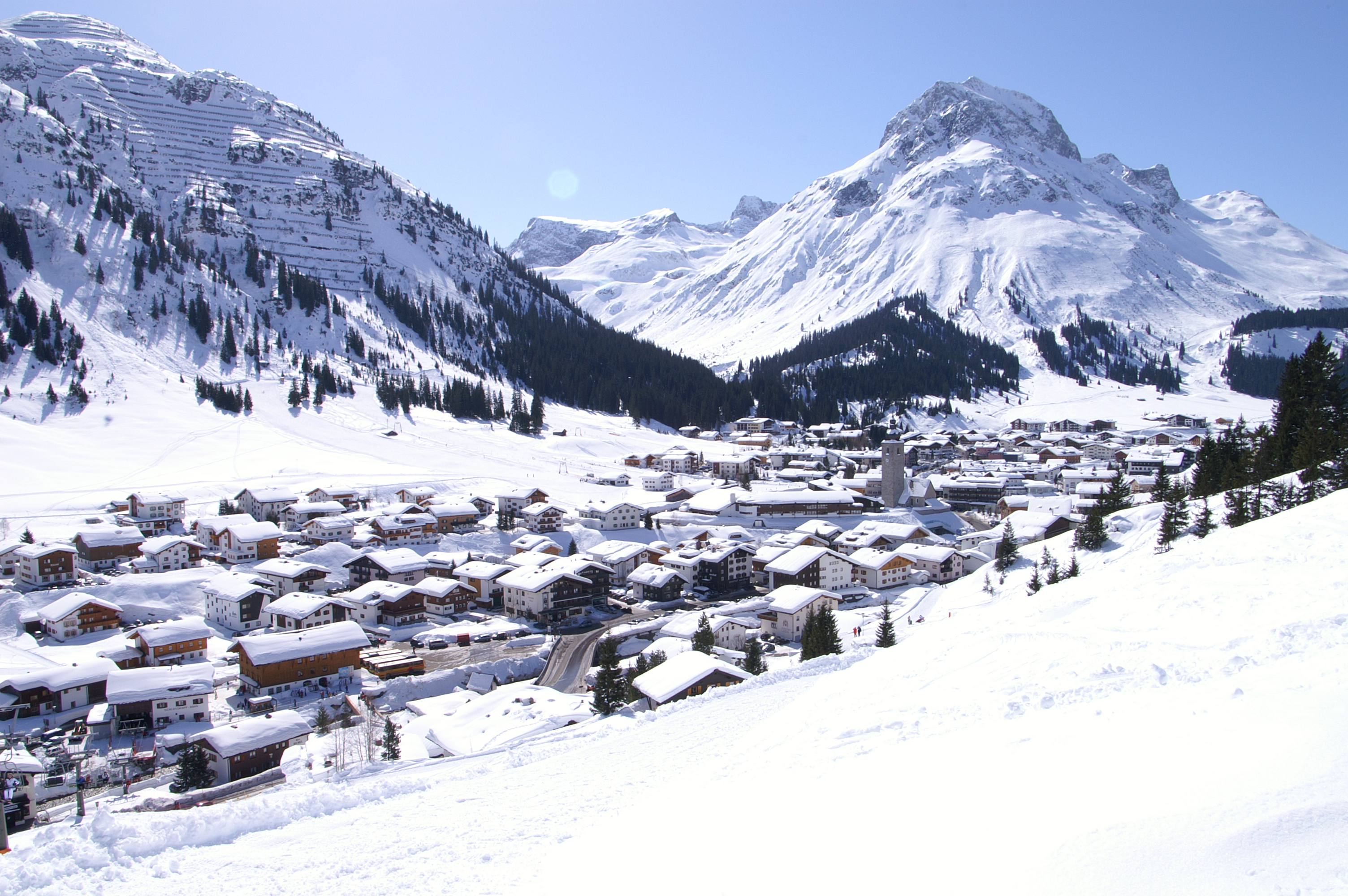
Lech am Arlberg

## Geografie
Lech heeft een oppervlakte van 90 km². De plaats ligt aan het noordelijke einde van de Flexenpas (verbinding Lech-Stuben). Ten noorden van Lech ligt het dorp Warth. De verbinding Lech-Warth is in de winter doorgaans gesloten in verband met lawinegevaar. Het gebied is bekend om de sterke sneeuwval. Lech ligt op de grens van de Lechtaler Alpen en het Lechquellengebirge. Lech zelf ligt op 1444 m boven zeeniveau. De omliggende bergtoppen zijn rond 2500–3000 m hoog. Het dorp ligt vlak bij de bron van de rivier Lech, welke in de Donau uitmondt.
Lech is gelegen in het zogenaamde Arlberggebied. Dit is genoemd naar de Arlbergpas, die de grens vormt tussen de deelstaten Vorarlberg en Tirol. Ook het net zo beroemde St. Anton is gelegen in dit gebied, maar dan aan Tiroler zijde van de Arlberg.

### Buurgemeenten
Tot de gemeente Lech behoren de volgende dorpen en buurtschappen: Lech, Oberlech, Stubenbach, Zug, Bürstegg (alleen 's zomers bewoond) en het eveneens mondaine Zürs. Zürs is een hoteldorp gelegen nabij het hoogste punt van de Flexenpas. Lech en Zürs zijn met elkaar verbonden via skiliften en skipistes. In Zürs stond de eerste skilift van Oostenrijk (1937). De hotels in Zürs zijn alleen in de winter geopend.

## Geschiedenis
In het verleden heette het dorp "Tannberg am Lech", maar dit is in de loop der tijd kortweg Lech geworden.
Het Arlberggebied is bekend om zijn pioniersrol in de ontwikkeling van de skisport. Zo werd de eerste skiwedstrijd in de Alpen (1904) hier georganiseerd en stichtte Hannes Schneider in 1925 hier de eerste skischool ter wereld ("Skischule Lech"). In 1939 werd de eerste lift in Lech gebouwd. Ook de tegenwoordig nog steeds dominante skitechniek vindt haar oorsprong in dit gebied.
In 2004 werd Lech winnaar van de Entente Florale ("het mooiste dorp van Europa").
In augustus 2005 werden grote delen van het dorp verwoest door een overstromingsramp. De gedeeltelijke aanzienlijke schade werd grotendeels gerepareerd tot aan het begin van het winterseizoen in december 2005.
In de afgelopen decennia is de stad ontwikkeld tot een bloeiende gemeente door de invloed van het wintertoerisme en ook steeds meer door het zomertoerisme. Voordat het skitoerisme opkwam had Lech te kampen met wegtrekkende bewoners. Het (boeren-)leven was hier zwaar, met een korte zomer en een lange winter met vaak meer dan twee meter sneeuw en een moeilijke bereikbaarheid. Lech heeft nu ongeveer 1700 inwoners en is dankzij het skitoerisme sinds enige jaren de gemeente met het gemiddeld hoogste inkomen per bewoner in Oostenrijk.
In 2012 werd Prins Friso bedolven door een lawine vlak bij Lech. Hij kwam later daardoor te overlijden, na lange tijd in coma te zijn geweest. In de jaren die volgden na het overlijden van Friso zou de oude kerk van Lech altijd rond de tijd dat de Nederlandse koninklijke familie het skidorp bezocht, een speciaal altaar inrichten voor de overleden prins. Op dit altaar staat de datum waarop hij is bedolven onder de lawine (17 februari 2012) en zijn overlijdensdatum (12 augustus 2013).

## Toerisme

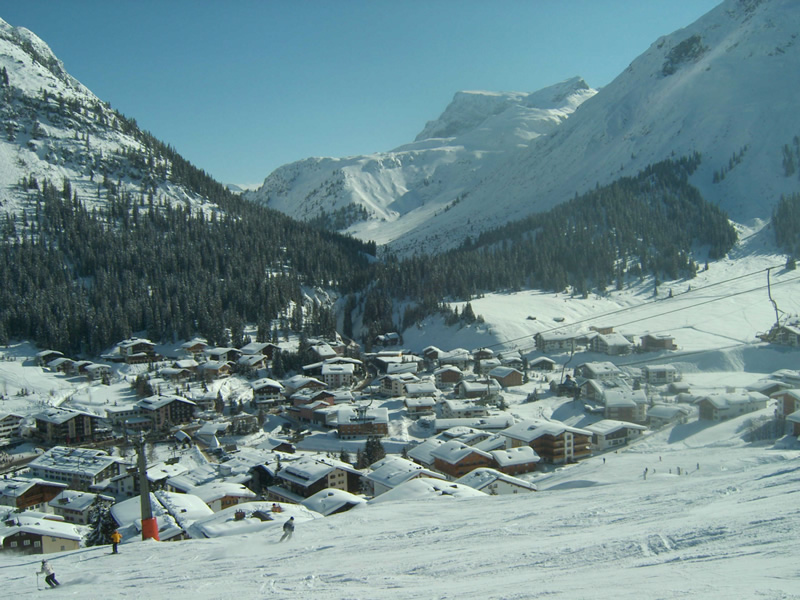
Het dorp Lech (2005)

### Wintertoerisme
Het skigebied van Lech behoort tot Ski Arlberg. Dit skigebied is sinds het seizoen 2016/17 het grootste verbonden skigebied van Oostenrijk. Het telt 305 km aan pistes en 111 liften.
Lech-Zürs is in het verleden de locatie van enkele FIS WK-skiraces geweest, waaronder de volgende:
- Januari 1988: super-G (vrouwen), winnares: Zoe Haas (SUI)
- November 1991: 2 slalomwedstrijden (vrouwen), winnaressen: Vreni Schneider (SUI) en Bianca Fernández Ochoa (SPA)
- Januari 1993: slalom (mannen), winnaar: Thomas Fogdö (SWE)
- Januari 1993: combinatie (mannen), winnaar: Marc Girardelli (LUX)
- December 1993: super-G (mannen), winnaar: Hannes Trinkl (AUT)
- December 1994: 2 slalomraces (mannen), winnaar (beide): Alberto Tomba (IT)

Na 26 jaar werden in november 2020 weer alpine skiraces gehouden in Lech-Zürs.

### Regelmatige evenementen
De Witte Ring is een bekende jaarlijkse skiwedstrijd waarbij 1.000 skiërs van Lech naar Zürs racen. De 22 km lange route heeft de vorm van een ring en wordt als langste skicircuit ter wereld geacht.
Het Medicinicum Lech is een evenement voor de volksgezondheid dat onderwerpen behandelt die verband houden met gezondheid en voeding.
Het Philosophicum Lech is een filosofisch symposium over filosofische, culturele en sociaalwetenschappelijke reflectie, discussie en ontmoeting. De Tractatus-prijs wordt toegekend aan het beste wetenschappelijke essay. Het vindt sinds 1997 in Lech plaats.
Het Literaricum Lech vond in 2021 voor het eerst plaats. Het is een bijeenkomst voor literatuur met de bedoeling om literatuur op een begrijpelijke manier voor geïnteresseerden toegankelijk te maken. Bij elke editie van Literaricum Lech wordt een klassiek stuk wereldliteratuur in beeld gebracht. In 2021 hield Daniel Kehlmann de openingstoespraak over Simplicius Simplicissimus van de barokdichter Hans Jakob Christoffel von Grimmelshausen.

### Bezienswaardigheden

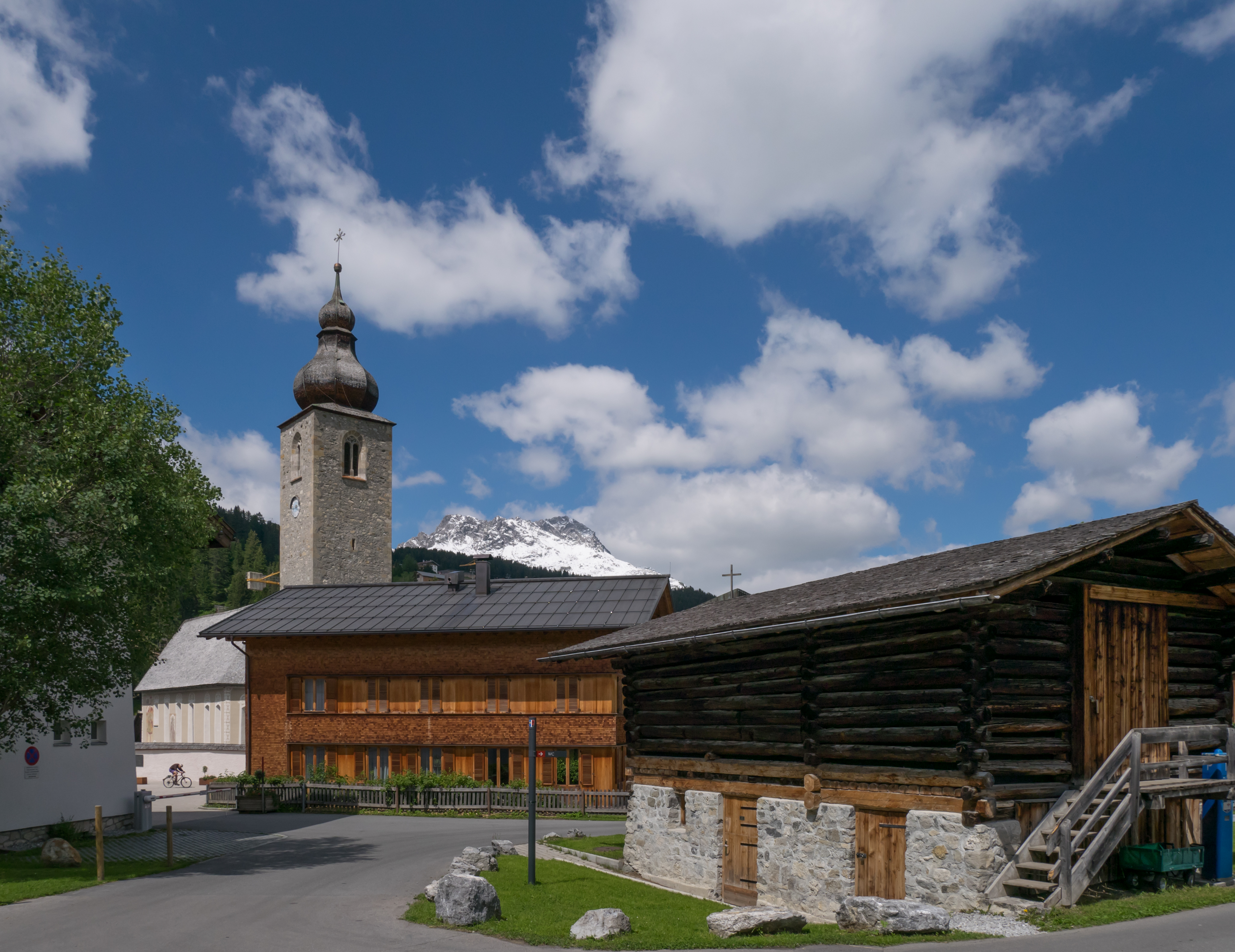
Kerk van St. Nicholas

Hoewel Lech voornamelijk bekend staat als winterbestemming, heeft Lech ook veel te bieden aan de zomerbezoeker wat sportieve, culturele en culinaire activiteiten betreft. Er zijn veel luxe hotels in Lech, evenals tal van topklasse restaurants. Een aantal belangrijke culturele punten in Lech zijn:
- De Skyspace Lech is een kunstinstallatie van James Turrell. Een skyspace is een afgesloten ruimte die door een groot gat in het plafond of in een koepel geopend kan worden. Tijdens zonsopgang en zonsondergang kunnen bezoekers het van kleur veranderende licht op de muren bekijken. De Skyspace Lech werd geopend in 2018.[17]
- De kerk van St. Nicholas, die rond 1390 in de gotische stijl werd gebouwd en in 1987 werd gerenoveerd. Bijzondere kenmerken zijn het rococo-interieur uit 1791 (hoewel er ook nog eerder Romaanse fresco's kunnen worden gezien). De 33 meter hoge toren, met haar kenmerkende ui-vormige koepel en bronzen klokken (waarvan de oudste dateert uit het begin van de zestiende eeuw).
- Het historische Huber Hus, gebouwd in 1950. Het is nu een museum en toont voorbeelden van de vroegere levenswijze en het werk, inclusief de originele keuken en werkplaats.
- Het uitzichtpunt bij Rüfikopf, net boven het bovenste eindpunt van de Rüfikopfbahn.

## Geboren
- Gerhard Nenning (*1940-1995), alpine ski racer